# Gál Magdolna
Gál Magdolna (Hajdúnánás, 1944–) belsőépítész, iparművész.

## Életpályája
Gál Magdolna 1944-ben született Hajdúnánáson. 1966-ban elvégezte a kirakatrendező és dekoratőr szakiskolát. 1973-ban diplomát szerzett az Iparművészeti Főiskola belsőépítész szakán. 1975-ig bútortervező a SZKIV-ben. 1975 és 1991 között a Zala Bútorgyár tervezője. 1991-től szabadfoglalkozású iparművész. Jelentősebb megvalósult munkái: óvodai, ifjúsági és felnőttek részére tervezett bútorcsaládokat, ülőgarnitúrákat, elemes bútorokat. Díjak: 1977 "Szultán" ülőgarnitúra - formatervezői Nívódíj. 1986 "Lyra" korpuszbútor - BNV díj.

## Csoportos kiállítások
1974-1991 között évente részt vesz a Budapesti Nemzetközi Vásáron. 1975-ben Jubileumi Iparművészeti kiállításon szerepelnek alkotásai (Budapest). 1982 és 1987 között kiállítások színhelye: Köln, Párizs, Eindhoven, Lemgo, Peking, London. Kölnben nyolc alkalommal állít ki.